# Liste der Bodendenkmäler in Bergheim (Oberbayern)
Auf dieser Seite sind die Bodendenkmäler in der oberbayerischen Gemeinde Bergheim zusammengestellt. Diese Tabelle ist eine Teilliste der Liste der Bodendenkmäler in Bayern. Grundlage ist die Bayerische Denkmalliste, die auf Basis des Bayerischen Denkmalschutzgesetzes vom 1. Oktober 1973 erstmals erstellt wurde und seither durch das Bayerische Landesamt für Denkmalpflege geführt wird. Die folgenden Angaben ersetzen nicht die rechtsverbindliche Auskunft der Denkmalschutzbehörde.

## Bodendenkmäler der Gemeinde Bergheim

### Ortsteil Bergen
| Lage              | Objekt | Akten-Nr.     | Bild |
| ----------------- | --- | ------------- | ---- |
| Bergen (Standort) | Siedlung des Neolithikums.                                                                                   | D-1-7232-0197 |      |
| Bergen (Standort) | Frühneuzeitliche Befunde im Bereich der Willibaldskapelle bei Attenfeld und ihrer Vorgängerbauten.           | D-1-7232-0288 |      |
| Bergen (Standort) | Gräber der frühen Bronzezeit.                                                                                | D-1-7233-0436 |      |
| Bergen (Standort) | Freilandstation des Mesolithikums, Siedlung des Jungneolithikums.                                            | D-1-7233-0437 |      |
| Bergen (Standort) | Siedlung des Neolithikums.                                                                                   | D-1-7233-0438 |      |
| Bergen (Standort) | Siedlung des Neolithikums oder der frühen Bronzezeit.                                                        | D-1-7233-0439 |      |
| Bergen (Standort) | Siedlung des Neolithikums.                                                                                   | D-1-7233-0440 |      |
| Bergen (Standort) | Freilandstation des Mesolithikums und Siedlung der Linearbandkeramik.                                        | D-1-7233-0441 |      |
| Bergen (Standort) | Villa rustica der römischen Kaiserzeit sowie wüstgefallene Siedlung des Mittelalters und der frühen Neuzeit. | D-1-7233-0444 |      |
| Bergen (Standort) | Untertägige mittelalterliche und neuzeitliche Siedlungsteile im Bereich des Gehöftes Igstetterhof.           | D-1-7233-0445 |      |
| Bergen (Standort) | Siedlung des Neolithikums, der Urnenfelder- und der Hallstattzeit.                                           | D-1-7233-0447 |      |
| Bergen (Standort) | Freilandstation des Paläolithikums, Siedlung der Bronzezeit und der Hallstattzeit.                           | D-1-7233-0448 |      |
| Bergen (Standort) | Straße der Römischen Kaiserzeit.                                                                             | D-1-7233-0453 |      |
| Bergen (Standort) | Untertägige mittelalterliche und neuzeitliche Teile im Bereich der Kirche von Attenfeld.                     | D-1-7233-0495 |      |
| Bergen (Standort) | Siedlung vor- und frühgeschichtlicher Zeitstellung.                                                          | D-1-7233-0497 |      |
| Bergen (Standort) | Siedlung des Jungneolithikums und wohl des Mesolithikums.                                                    | D-1-7233-0498 |      |
| Bergen (Standort) | Siedlung des Neolithikums.                                                                                   | D-1-7233-0499 |      |
| Bergen (Standort) | Gräberfeld vor- und frühgeschichtlicher Zeitstellung.                                                        | D-1-7233-0500 |      |

### Ortsteil Bergheim
| Lage                | Objekt | Akten-Nr.     | Bild |
| ------------------- | --- | ------------- | ---- |
| Bergheim (Standort) | Gräberfeld und Siedlung vor- und frühgeschichtlicher Zeitstellung. | D-1-7233-0081 |      |
| Bergheim (Standort) | Siedlung vorgeschichtlicher Zeitstellung, der Latènezeit und der römischen Kaiserzeit sowie Gräben der Neuzeit, Brandgräber der römischen Kaiserzeit.                                                                                              | D-1-7233-0084 |      |
| Bergheim (Standort) | Grabenwerk der Münchshöfener und beginnenden Altheimer Kultur, Reihengräberfeld des frühen Mittelalters. | D-1-7233-0104 |      |
| Bergheim (Standort) | Siedlung des Neolithikums, der Bronzezeit und Urnenfelderzeit sowie des frühen Mittelalters, Siedlung und Grabenwerk der Hallstattzeit, Körpergräber der Bronzezeit, Brandgräber der Urnenfelderzeit.                                              | D-1-7233-0105 |      |
| Bergheim (Standort) | Siedlung und Körpergrab der Latènezeit, Siedlung vor- und frühgeschichtlicher Zeitstellung. | D-1-7233-0431 |      |
| Bergheim (Standort) | Siedlung der Linearbandkeramik, der Stichbandkeramik, des südostbayerischen Mittelneolithikums, der mittleren Bronzezeit, der Urnenfelderzeit und der Latènezeit.                                                                                  | D-1-7233-0461 |      |
| Bergheim (Standort) | Siedlung vor- und frühgeschichtlicher Zeitstellung. | D-1-7233-0463 |      |
| Bergheim (Standort) | Wohl Siedlung vor- und frühgeschichtlicher Zeitstellung. | D-1-7233-0464 |      |
| Bergheim (Standort) | Siedlung vor- und frühgeschichtlicher Zeitstellung oder vielleicht Grabhügel vorgeschichtlicher Zeitstellung. | D-1-7233-0466 |      |
| Bergheim (Standort) | Siedlung und Gräber vor- und frühgeschichtlicher Zeitstellung mit Grabenwerk. | D-1-7233-0467 |      |
| Bergheim (Standort) | Körpergrab wohl vorgeschichtlicher Zeitstellung. | D-1-7233-0468 |      |
| Bergheim (Standort) | Siedlung und Körpergräber der Linearbandkeramik, Siedlung der Münchshöfener Kultur, Körpergrab der Schnurkeramischen Kultur, Siedlung der mittleren bis späten Bronzezeit, Grabenwerk der Hallstattzeit, Körperbestattung des frühen Mittelalters. | D-1-7233-0469 |      |
| Bergheim (Standort) | Siedlung vor- und frühgeschichtlicher Zeitstellung. | D-1-7233-0471 |      |
| Bergheim (Standort) | Untertägige mittelalterliche und neuzeitliche Teile im Bereich der Kirche von Bergheim. | D-1-7233-0476 |      |
| Bergheim (Standort) | Reihengräberfeld des frühen Mittelalters und Siedlung vorgeschichtlicher Zeitstellung. | D-1-7233-0477 |      |
| Bergheim (Standort) | Freilandstation des Mesolithikums, Siedlung der Bronzezeit, der Urnenfelderzeit, der Spätlatènezeit und wohl der Römischen Kaiserzeit. | D-1-7233-0503 |      |
| Bergheim (Standort) | Siedlung des Neolithikums. | D-1-7233-0504 |      |
| Bergheim (Standort) | Siedlung vor- und frühgeschichtlicher Zeitstellung. | D-1-7233-0505 |      |
| Bergheim (Standort) | Siedlung vor- und frühgeschichtlicher Zeitstellung und neuzeitlicher Weg. | D-1-7233-0509 |      |
| Bergheim (Standort) | Wohl Gräberfeld vor- und frühgeschichtlicher Zeitstellung. | D-1-7233-0510 |      |
| Bergheim (Standort) | Siedlung vor- und frühgeschichtlicher Zeitstellung. | D-1-7233-0511 |      |

### Ortsteil Egweil
| Lage              | Objekt                                                                       | Akten-Nr.     | Bild |
| ----------------- | ---------------------------------------------------------------------------- | ------------- | ---- |
| Egweil (Standort) | Siedlung des Neolithikums und römischer oder mittelalterlicher Zeitstellung. | D-1-7233-0195 |      |

### Ortsteil Ried
| Lage            | Objekt                           | Akten-Nr.     | Bild |
| --------------- | -------------------------------- | ------------- | ---- |
| Ried (Standort) | Straße der römischen Kaiserzeit. | D-1-7232-0230 |      |

### Ortsteil Unterstall
| Lage                  | Objekt | Akten-Nr.     | Bild |
| --------------------- | --- | ------------- | ---- |
| Unterstall (Standort) | Siedlung und vermutlich Schlagplatz des Neolithikums.                                                                                      | D-1-7233-0162 |      |
| Unterstall (Standort) | Siedlung der Latènezeit. | D-1-7233-0164 |      |
| Unterstall (Standort) | Grabhügelfeld der Bronzezeit und Hallstattzeit.                                                                                            | D-1-7233-0449 |      |
| Unterstall (Standort) | Bestattungsplatz des Endneolithikums, Siedlung vorgeschichtlicher Zeitstellung und der römischen Kaiserzeit (villa rustica).               | D-1-7233-0451 |      |
| Unterstall (Standort) | Siedlung vor- und frühgeschichtlicher Zeitstellung.                                                                                        | D-1-7233-0452 |      |
| Unterstall (Standort) | Gräberfeld wohl des frühen Mittelalters.                                                                                                   | D-1-7233-0455 |      |
| Unterstall (Standort) | Siedlung des Altneolithikums. | D-1-7233-0456 |      |
| Unterstall (Standort) | Villa rustica der Römischen Kaiserzeit. | D-1-7233-0457 |      |
| Unterstall (Standort) | Siedlung des Neolithikums. | D-1-7233-0459 |      |
| Unterstall (Standort) | Untertägige mittelalterliche und neuzeitliche Teile im Bereich der Kirche von Unterstall.                                                  | D-1-7233-0472 |      |
| Unterstall (Standort) | Siedlung des Neolithikums, der Bronzezeit und der Urnenfelderzeit sowie allgemein der Vorgeschichte und des Mittelalters bzw. der Neuzeit. | D-1-7233-0473 |      |
| Unterstall (Standort) | Siedlung der Hallstattzeit. | D-1-7233-0474 |      |
| Unterstall (Standort) | Siedlung oder Grabhügel vor- und frühgeschichtlicher Zeitstellung.                                                                         | D-1-7233-0475 |      |
| Unterstall (Standort) | Siedlung des älteren Neolithikums (Linearbandkeramik).                                                                                     | D-1-7233-0501 |      |
| Unterstall (Standort) | Gräber vor- und frühgeschichtlicher Zeitstellung.                                                                                          | D-1-7233-0530 |      |